# 罗曼·格罗斯让
罗曼·格罗斯让（法語：Romain Grosjean，1986年4月17日—）是法国賽车手，出生于瑞士日内瓦。目前效力於匈科斯·霍林格車隊參加印第賽車系列比賽，曾效力於雷諾車隊（2009）、蓮花車隊（2012-2015）及哈斯車隊（2016-2020）。

## 早年经历

### 出身背景
格罗斯让出生在瑞士日内瓦，但拥有瑞士和法国双重国籍（妈妈是法国人，爸爸是瑞士人）。格罗斯让的赛车生涯开始得相对较晚，在14岁时，他持法国赛车驾照开始参赛。

### 初级方程式时代
在2003年拿下瑞士雷诺方程式的所有十站冠军后，格罗斯让在2004年参加法国雷诺方程式。
第一个赛季，格罗斯让获得一个分站冠军，最终排名第7。2005年，格罗斯让获得十场分站胜利，并最终拿下总冠军。格罗斯让还参加过雷诺方程式欧洲杯，并在西班牙巴伦西亚站两度登上领奖台。

#### 三级方程式
格罗斯让的第一次三级方程式亮相是在要求很高的澳门东望洋赛道，当时他取代Signature-Plus车队的Loic Duval参赛，以第19位出发，以第9名完赛，超过了他的队友Fabio Carbone和Guillaume Moreau。

##### 2006年
2006年，格罗斯让参加了完整的三级方程式赛季，但这一年对他来说十分艰难。这个赛季中，格罗斯让只登上一次领奖台，年终位列第13名。但是他在英国三级方程式锦标赛上的一次亮相让人印象深刻，格罗斯让在法国波城赛道举行的两场比赛中都包揽了杆位、冠军和最快圈速。

##### 2007年
2007年，格罗斯让仍然在三级方程式系列赛，但转会到了ASM Formula 3车队。这支车队的Jamie Green、刘易斯·汉密尔顿和保罗·迪·雷斯塔获得了之前的三个总冠军头衔。这个赛季初，塞巴斯蒂安·布米一度积分领先，但格罗斯让在第九站意大利穆杰罗赛道的比赛中的胜利帮助他反超积分。此后，格罗斯让在积分榜上一路保持领先，最终在多一个分站冠军的情况下获得年度总冠军。
在比利时佐尔德赛道举行的有负盛名的F3大师赛上，格罗斯让赢得杆位，但正赛由于起步时赛车熄火而遗憾地以第14名完赛。

## GP2系列赛时代

### 2008年
在格罗斯让的第一个GP2亚洲系列赛的赛季中，他与Stephen Jelley搭档为ART Grand Prix车队效力。格罗斯让赢得了首轮比赛的两场胜利，之后他又赢得四场比赛，总共获得60个积分。
2008年，格罗斯让继续留在ART Grand Prix车队，他的队友是Luca Filippi和山本左近。
在西班牙加泰罗尼亚赛道举行第一场比赛中，格罗斯让在排位赛引擎故障的情况下以11位起跑。周六正赛中，格罗斯让一路窜升到第5位，这帮助他在次日的短距离冲刺赛中从第4位发车。凭借着良好的起步，格罗斯让上升到第2位，接着又超掉领先的小林可夢偉，但是格罗斯让在之后的动态发车中犯了个错误，小林试图超越他重夺领先位置，格罗斯让为了保住位置作出防守，但赛会干事却认为这次防守时违规的并给他通过维修区的处罚，这使他的名次最终下滑到第13名。
依靠在赛季第四轮的土耳其伊斯坦布尔站冲刺赛的胜利，格罗斯让在积分榜上排名第二。尽管最后他的名次下滑到第四，格罗斯让还是成为了这项赛事年终排名最高的新人。

### 2009年
2009年，获得2008赛季三级方程式欧洲系列赛冠军的尼克·胡肯伯格加入ART车队与帕斯托·马尔多纳多一起征战，所以格罗斯让只能离开车队。不过雷诺车队将他召入获得2008年车队总冠军的Campos Grand Prix车队，也就是现在我们所说的Barwa Addax车队。

## F1

### 2008
2008年6月，格罗斯让在银石驾驶雷诺R27赛车。      

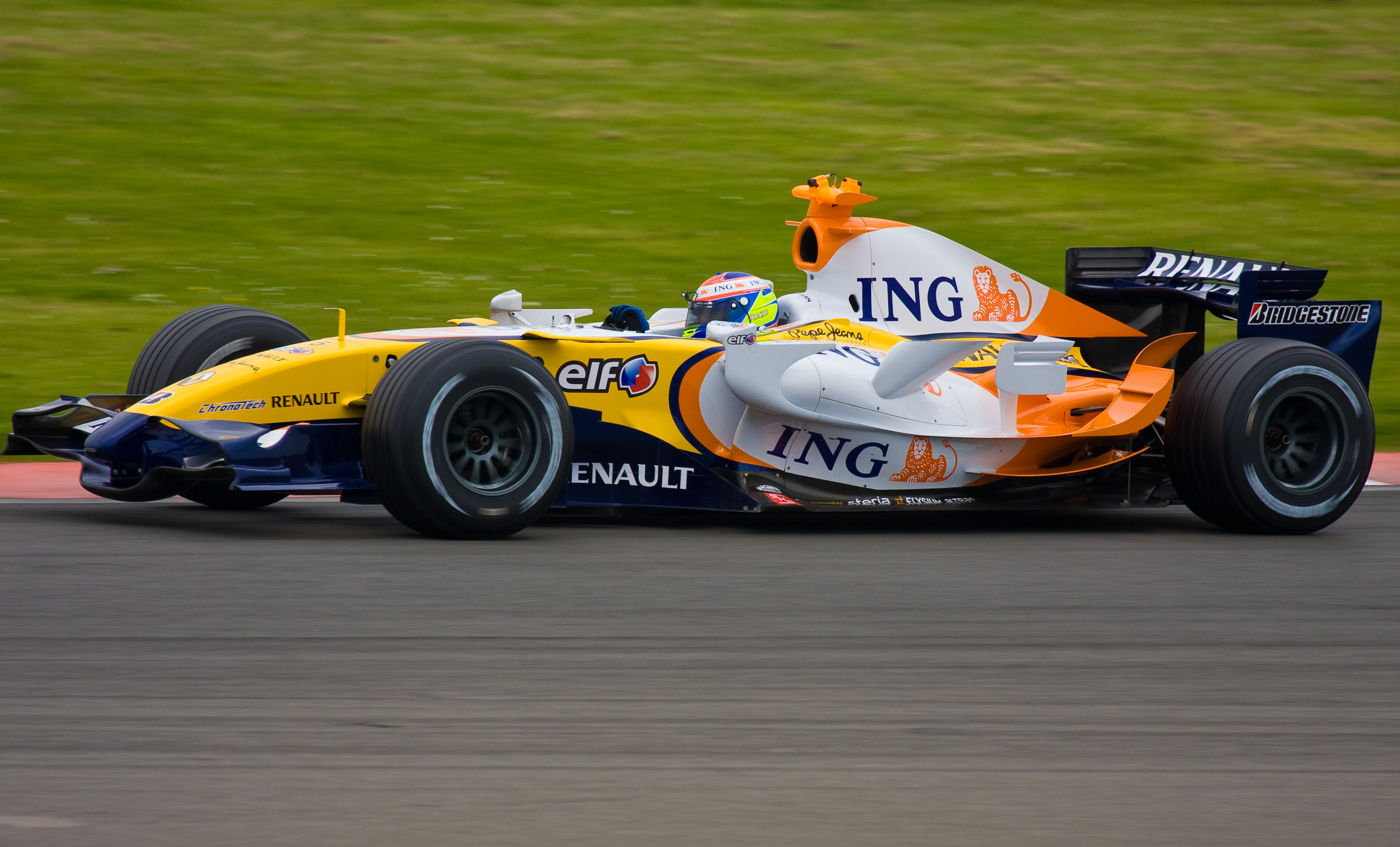
Romain Grosjean2008年在银石驾驶R27赛车

2008年，格罗斯让取代尼尔森·皮奎特，被确认为雷诺车队的试车手，尼尔森·皮奎特成为雷诺的正式车手。格罗斯让第一次驾驶F1赛车是2008年6月7日和8日在银石举行的2008雷诺方程式世界系列赛英国站，那里他参加了了雷诺R27赛车的路演。

### 2009
2009年1月19日，F1雷诺车队在葡萄牙阿尔加夫赛道发布了2009赛季新车R29，雷诺车队确认格罗斯让出任车队第三车手。2009年8月雷诺车队宣布放弃原来的正式车手尼尔森·皮奎特，由格罗斯让担任正式车手。

### 2012
格罗斯让加入路特斯车队，与2007年F1世界冠军基米·莱科宁搭档。在2012年中国大奖赛上首次获得赛事积分；在2012年巴林大奖赛上以第三名的成绩首次登上领奖台。在2012年比利时大奖赛上因为鲁莽驾驶导致4车在首圈第一个弯角就不得不退赛，这也让他吃到了5万欧元以及禁赛一场的处罚。本賽季以96分、車手積分榜第八名完成。

### 2013
與2012賽季的多次碰撞以及魯莽駕駛相比，本賽季格羅斯讓的表現有飛躍的進步，在與對手纏鬥中更謹慎，讓他能夠為自己以及車隊爭取更多完賽以及得分的機會。隨著隊友基米·莱科宁在九月宣佈來屆轉投法拉利車隊，蓮花車隊把更多精力投放於這位法國車手身上，本季十九場大獎賽中一共站上了頒獎台六次，在韓國、日本以及印度站更連續三站獲得季軍，雖然僅在車手積分榜微升一位成為第七位，但得分卻一下子躍升至132分。2014年將會與帕斯托·马尔多纳多成為隊友。

### 2020
2020年10月，格羅斯讓在葡萄牙大獎賽賽前透過社群媒體證實他將與哈斯車隊結束5年合作關係，2020年賽季末離開車隊。
2020年11月29日，格羅斯讓在巴林大奖赛中發生严重事故。当时他的賽車在首圈发生失控后撞穿赛道的防护墙，賽車前部完全解體并燃起大火，他在大火中燃烧了28秒后，在工作人员协助下翻越护栏，顺利走入救援车安全逃出，送进巴林的医院治疗。由于F1賽車的單體殼、Halo系統（在驾驶舱周围的一个环圈）和HANS系統，成功挽救了他的性命。哈斯車隊官方推特發佈稱，格羅斯讓的手臂和腳踝有輕度燒傷，其他無大礙，但需要接受進一步檢查。为他治疗的巴林医生称他发生如此严重的意外，却只有手臂和腳踝有輕度燒傷是奇迹。格羅斯讓隔日在社交平台上传他在病床上双手绑着绷带的照片，向所有人报平安。稍后哈斯车队确认格罗斯让将缺席接下来赛季倒数第二站萨基尔大奖赛；其席位由车队的替补车手彼得罗·菲蒂帕尔迪接替。而12月6日，格罗斯让宣布自己将缺席赛季的收官战阿布扎比大奖赛。

### 2021
2021年5月5日，梅賽德斯車隊宣布，格羅斯讓將獲邀在本賽季第八輪的法國站為車隊效力，駕駛車隊在2019年賽季使用的賽車F1 W10 EQ Power+、在6月27日進行示範圈，以及6月29日進行正式測試。

## 印地賽車

### 2021
格羅斯讓賽季開始的時候有前十的成績，但是後來在聖彼得堡獲得了排位賽的中位成績。在參加了前兩場橢圓形比賽后，格羅斯讓回到了印第安納波利斯大獎賽，格羅斯讓贏得了他的第一個印第賽車系列賽杆位和自2011年3月以來的第一個杆位，當時他在DAMS車隊參加GP2亚洲系列赛和伊莫拉的杆位晉級。在被最終的冠軍里納斯·維凱超越後，他獲得了印第安納波利斯大獎賽第二名的佳績，這也是2015年來的第一個亞軍。

## 个人生活
格罗斯让於2012年6月27日在白朗峰霞慕尼與法國新聞記者兼電視節目主持人瑪麗昂·喬勒斯結婚。
自2008年以來，他們一直在一起。2013年7月29日，瑪麗昂生了一個兒子薩莎。他們有第二個孩子西蒙，於2015年5月16日出生和一個女兒卡米爾，於2017年12月31日出生。

## 賽車生涯成績
(图例)粗體為桿位出賽，斜體為最快圈速
| 年份   | 车队          | 底盘           | 引擎                          | 1      | 2        | 3       | 4      | 5       | 6      | 7      | 8      | 9      | 10     | 11     | 12     | 13      | 14     | 15       | 16      | 17    | 18       | 19       | 20       | 21    | 排名 | 积分 |
| ------ | ------------- | -------------- | ----------------------------- | ------ | -------- | ------- | ------ | ------- | ------ | ------ | ------ | ------ | ------ | ------ | ------ | ------- | ------ | -------- | ------- | ----- | -------- | -------- | -------- | ----- | ---- | ---- |
| 2009年 | ING雷诺F1车队 | 雷诺R29        | 雷诺RS27 2.4 V8               | 澳     | 马       | 中      | 巴林   | 西      | 摩     | 土     | 英     | 德     | 匈     | 欧 15  | 比 Ret | 意 15   | 新 Ret | 日 16    | 巴西 13 | 阿 18 |          |          |          |       | 第23 | 0    |
|        |               |                |                               |        |          |         |        |         |        |        |        |        |        |        |        |         |        |          |         |       |          |          |          |       |      |      |
| 2012年 | 蓮花F1车队    | 蓮花E20        | 雷诺RS27-2012 2.4 V8          | 澳 Ret | 馬 Ret   | 中 6    | 巴林 3 | 西 4    | 摩 Ret | 加 2   | 欧 Ret | 英 6   | 德 18  | 匈 3   | 比 Ret | EX      | 新 7   | 日 19†   | 韩 7    | 印 9  | 阿 Ret   | 美 7     | 巴西 Ret |       | 第8  | 96   |
| 2013年 | 蓮花F1车队    | 蓮花E21        | 雷诺RS27-2013 2.4 V8          | 澳 10  | 马 6     | 中 9    | 巴林 3 | 西 Ret  | 摩 Ret | 加 13  | 英 19† | 德 3   | 匈 6   | 比 8   | 8      | 新 Ret  | 韩 3   | 日 3     | 印 3    | 阿 4  | 美 2     | 巴西 Ret |          |       | 第7  | 132  |
| 2014年 | 蓮花F1车队    | 蓮花E22        | 雷诺Energy F1 2014 1.6 V6t    | 澳 Ret | 马 11    | 巴林 12 | 中 Ret | 西 8    | 摩 8   | 加 Ret | 奥 14  | 英 12  | 德 Ret | 匈 Ret | 比 Ret | 16      | 新 13  | 日 15    | 俄 17   | 美 11 | 巴西 17† | 阿 13    |          |       | 第14 | 8    |
| 2015年 | 蓮花F1车队    | 蓮花E23 Hybrid | 梅賽德斯PU106B Hybrid 1.6 V6t | 澳 Ret | 马 11    | 中 7    | 巴林 7 | 西 8    | 摩 12  | 加 10  | 奥 Ret | 英 Ret | 匈 7   | 比 3   | Ret    | 新 13†  | 日 7   | 俄 Ret   | 美 Ret  | 墨 10 | 巴西 8   | 阿 9     |          |       | 第11 | 51   |
| 2016年 | 哈斯F1車隊    | 哈斯VF-16      | 法拉利061 1.6 V6t             | 澳 6   | 巴林 5   | 中 19   | 俄 8   | 西 Ret  | 摩 13  | 加 14  | 歐 13  | 奥 7   | 英 Ret | 匈 14  | 德 13  | 比 13   | 11     | 新 DNS   | 马 Ret  | 日 11 | 美 10    | 墨 20    | 巴西 DNS | 阿 11 | 第13 | 29   |
| 2017年 | 哈斯F1車隊    | 哈斯VF-17      | 法拉利062 1.6 V6t             | 澳 Ret | 中 11    | 巴林 8  | 俄 Ret | 西 10   | 摩 8   | 加 10  | 13     | 奧 6   | 英 13  | 匈 Ret | 比 7   | 15      | 新 9   | 馬 13    | 日 9    | 美 14 | 墨 15    | 巴西 15  | 阿 11    |       | 第13 | 28   |
| 2018年 | 哈斯F1車隊    | 哈斯VF-18      | 法拉利062 EVO 1.6 V6t         | 澳 Ret | 巴林 13  | 中 17   | Ret    | 西 Ret  | 摩 15  | 加 12  | 法 11  | 奧 4   | 英 Ret | 德 6   | 匈 10  | 比 7    | DSQ    | 新 15    | 俄 11   | 日 8  | 美 Ret   | 墨 16    | 巴西 8   | 阿 9  | 第14 | 37   |
| 2019年 | 哈斯F1車隊    | 哈斯VF-19      | 法拉利062 EVO 1.6 V6t         | 澳 Ret | 巴林 Ret | 中 11   | Ret    | 西 10   | 摩 10  | 加 14  | 法 Ret | 奥 16  | 英 Ret | 德 7   | 匈 Ret | 比 13   | 16     | 新 11    | 俄 Ret  | 日 13 | 墨 17    | 美 15    | 巴西 13  | 阿 15 | 第18 | 8    |
| 2020年 | 哈斯F1車隊    | 哈斯VF-20      | 法拉利065 EVO 1.6 V6t         | 奥 Ret | 施 13    | 匈 16   | 英 16  | 周年 16 | 西 19  | 比 15  | 12     | 托 12  | 俄 17  | 艾費 9 | 葡 16  | 艾米 14 | 土 Ret | 巴林 Ret | 薩 WD   | 阿 WD |          |          |          |       | 第19 | 2    |

*賽季進行中。
†未完赛，但已完成赛事总里程的90%。

## GP2系列赛战绩
（图例）（粗体 代表获得杆位）（斜体 代表最快圈速）
| 赛季 | 车队           | 1        | 2         | 3        | 4         | 5          | 6         | 7          | 8          | 9         | 10       | 11        | 12        | 13        | 14        | 15       | 16         | 17        | 18        | 19       | 20       | DC    | 积分 |
| ---- | -------------- | -------- | --------- | -------- | --------- | ---------- | --------- | ---------- | ---------- | --------- | -------- | --------- | --------- | --------- | --------- | -------- | ---------- | --------- | --------- | -------- | -------- | ----- | ---- |
| 2008 | ART Grand Prix | 西 FEA 5 | 西 SPR 13 | 土 FEA 2 | 土 SPR 1  | 摩 FEA Ret | 摩 SPR 10 | 法 FEA Ret | 法 SPR Ret | 英 FEA 5  | 英 SPR 8 | 德 FEA 2  | 德 SPR 4  | 匈 FEA 17 | 匈 SPR 12 | 欧 FEA 3 | 欧 SPR Ret | 比 FEA 1  | 比 SPR 9  | 意 FEA 4 | 意 SPR 3 | 第4名 | 62   |
| 2009 | Barwa Addax    | 西 FEA 1 | 西 SPR 2  | 摩 FEA 1 | 摩 SPR 17 | 土 FEA Ret | 土 SPR 12 | 英 FEA 5   | 英 SPR 4   | 德 FEA 18 | 德 SPR 5 | 匈 FEA 10 | 匈 SPR 4  | 欧 FEA    | 欧 SPR    | 比 FEA   | 比 SPR     | 意 FEA    | 意 SPR    | 葡 FEA   | 葡 SPR   | 第4名 | 45   |
| 2010 | DAMS           | 西 FEA   | 西 SPR    | 摩 FEA   | 摩 SPR    | 土 FEA     | 土 SPR    | 西 FEA     | 西 SPR     | 英 FEA    | 英 SPR   | 德 FEA 20 | 德 SPR 19 | 匈 FEA    | 匈 SPR    | 法 FEA 3 | 法 SPR 6   | 意 FEA 13 | 意 SPR 17 | 阿 FEA 6 | 阿 SPR 3 | 14th  | 14   |

### GP2亚洲系列赛战绩
（图例）（粗体 代表获得杆位）（斜体 代表最快圈速）
| 赛季 | 车队           | 1        | 2          | 3        | 4        | 5        | 6        | 7        | 8          | 9        | 10         | DC   | 积分 |
| ---- | -------------- | -------- | ---------- | -------- | -------- | -------- | -------- | -------- | ---------- | -------- | ---------- | ---- | ---- |
| 2008 | ART Grand Prix | 阿 FEA 1 | 阿 SPR 1   | 印 FEA 4 | 印 SPR 4 | 马 FEA 9 | 马 SPR 2 | 巴 FEA 1 | 巴 SPR Ret | 阿 FEA 1 | 阿 SPR Ret | 冠军 | 61   |
| 2011 | DAMS           | 阿 FEA 2 | 阿 SPR Ret | 印 FEA 1 | 印 SPR 7 |          |          |          |            |          |            | 冠军 | 24   |

## 历年成绩
* 2000年 卡丁车青年组
Rhône-Alpes锦标赛第四名
Oscar Petit杯赛第二名
* 2001年 卡丁车ICA组
法国锦标赛完赛
Valentinois杯赛第二名
* 2002年 卡丁车ICA组和A级方程式
法国锦标赛完赛
世界锦标赛首场比赛第三名
Kart Mag杯赛第三名
* 2003年 卡丁车ICA组和FR 1600
法国锦标赛完赛（卡丁车组）
FR 1600瑞士冠军（10站10胜）
* 2004年 FR 2.0 法国和欧洲锦标赛
法国锦标赛第四名（1个冠军 3次领奖台）
新车手第二佳
欧洲锦标赛第十二名（17站出战9场）
* 2005年 FR 2.0 法国和欧洲锦标赛
法国锦标赛冠军（10个冠军 2次领奖台）
欧洲锦标赛第十二名（2次领奖台 10站出战6场）
* 2006年 F3欧洲系列赛
锦标赛排名第13
在法国波城赛道举行的英国F3锦标赛获胜两次
* 2007年 F3欧洲系列赛年度冠军（6个冠军 4个杆位 6次领奖台 7个最快圈速）
* 2008年 GP2系列赛和F1
4个冠军 作为新人获得2008年GP2亚洲系列赛冠军
ING雷诺车队试车手

## 资料来源
1. 1 2 3 4 5 6  "Meet the rookies: Romain Grosjean" （页面存档备份，存于）F1Fanatic.co.uk. 2007.Retrieved on 2007-08-14.
2. ↑  "F3 Euro Mugello 1: Grosjean moves ahead" （页面存档备份，存于）MaximumMotorsport.co.uk. 2007.Retrieved on 2007-08-14.
3. ↑  Bradley, Charles.Gosjean takes title （页面存档备份，存于）autosport.com, 2007-10-13. Retrieved 2007-10-13.
4. ↑  "Hülkenberg wins F3 Masters as Grosjean stalls" （页面存档备份，存于）MaximumMotorsport.co.uk. 2007.Retrieved on 2007-08-14.
5. ↑  to race for ART in 2008 （页面存档备份，存于）autosport.com. 2007-12-11.
6. ↑  "Filippi confirmed at ART for 2008" （页面存档备份，存于）autosport.com. 2007-12-17.Retrieved on 2007-12-17.
7. ↑  "Alvaro Parente wins on GP2 debut in Barcelona （页面存档备份，存于）maximummotorsport.co.uk. 2008-04-26.Retrieved on 2008-04-27.
8. ↑  "Kobayashi triumphs as Grosjean cracks under pressure" （页面存档备份，存于）maximummotorsport.co.uk. 2008-04-27.Retrieved on 2008-04-27.
9. ↑  "Eight cars crash on first lap, Bruno Senna hits a dog, it's another GP2 sprint race" （页面存档备份，存于）maximummotorsport.co.uk. 2008-05-11.Retrieved on 2008-05-12.
10. ↑  "Maldonado signs for ART"crash.net
11. ↑  "Alonso, Piquet, Grosjean with Renault" 的存檔，存档日期2007-12-15.uk.eurosport.yahoo.com. 2007-12-10.Retrieved on 2007-12-10.
12. ↑  .   [2020-10-22]. （原始内容存档于2020-11-30）.
13. ↑  .   [2020-11-29]. （原始内容存档于2020-12-10）.
14. ↑  .   [2020-11-29]. （原始内容存档于2020-11-30）.
15. ↑  s, SPORT SK, s r o & Ringier Axel Springer Slovakia a. . Šport.sk.   [2020-11-30]. （原始内容存档于2021-01-22） （斯洛伐克语）.
16. ↑  Fittipaldi being ‘ready’ not enough for Steiner （页面存档备份，存于）.PlanetF1.2020-12-02.[2020-12-06].
17. ↑  Romain Grosjean to miss the final grand prix of the season.BBC F1.2020-12-06.[2020-12-06].
18. ↑  . Formula1.com. 2021-05-05.
19. ↑  . mercedesamgf1.com. 2021-05-05  [2021-05-06]. （原始内容存档于2021-06-14）.
20. ↑  Benson, Andrew. . bbc.com. 2021-05-05  [2021-05-06]. （原始内容存档于2022-06-22）.
21. ↑  . Sky Sports. 2021-05-15  [2021-05-16]. （原始内容存档于2021-06-15） （英语）.
22. ↑  .   [27 April 2017]. （原始内容存档于2021-04-23）.